# Стабілізатор струму
Стабілізатор струму — електронний пристрій, який автоматично підтримує задану силу електричного струму при зміні навантаження електричного кола.
Для стабілізації струму використовують електронні підсилювачі, охоплені від'ємним зворотним зв'язком по струму , зібрані на транзисторах або у вигляді закінчених інтегральних схем.
В недалекому минулому для стабілізації струму використовували баретери.